# حزب جنبش توسعه اقتصادی(لسوتو)
حزب جنبش توسعه اقتصادی (به سوتویی: Sethala sa Kholiso ea Moruo) یک حزب سیاسی در کشور لسوتو است که با رویکردی ضدفساد فعالیت می‌کند. این حزب توسط سیاست‌مدار باسابقه سلیبه موچوبوروانه بنیان‌گذاری شده و رهبری آن را نیز بر عهده دارد.

## تاریخچه حزب
حزب جنبش توسعه اقتصادی در ژانویه ۲۰۱۷ توسط سلیبه موچوبوروانه، وزیر توسعه کسب‌وکارهای کوچک، تأسیس شد. او پس از جدا شدن از حزب کنگره دموکراتیک لسوتو که در سال ۲۰۱۵ به عنوان دبیرکل آن انتخاب شده بود، این حزب جدید را در ۱ فوریه ۲۰۱۷ اعلام کرد. موچوبوروانه در مجلس موضعی مستقل اتخاذ کرد و اعلام نمود در صورت لزوم از دولت یا اپوزیسیون حمایت خواهد کرد تا تمرکز سیاسی از اختلافات حزبی و ملی به سمت رشد اقتصادی و وحدت ملت باسوتو معطوف شود. او در ۷ فوریه ۲۰۱۷ رسماً از سمت وزارت کناره‌گیری کرد و حزب در ۹ مارس ۲۰۱۷ به طور رسمی ثبت شد. در انتخابات عمومی ژوئن ۲۰۱۷، جنبش توسعه اقتصادی حدود ۵٪ آرا را کسب کرد و شش کرسی از جمله یک کرسی حوزه انتخابیه توسط رهبر حزب به دست آورد. این حزب پس از حزب ABC، DC و ائتلاف دموکرات‌ها (AD) به عنوان چهارمین حزب بزرگ لسوتو شناخته شد. پس از انتخابات ۲۰۲۲، جنبش توسعه اقتصادی با حزب تازه تأسیس انقلاب برای رفاه (RFP) و ائتلاف دموکرات‌ها (AD) برای تشکیل دولت ائتلافی به رهبری رهبر RFP، سام ماتکانه، توافق کرد.